# امیرحسین کاووسی
امیرحسین کاووسی کشتی‌گیر آزادکار ، ورزشکار تیم ملی ایران است. او اهل مازندران ، شهرستان کلاردشت است.
وی سابقه کسب مدال برنز در مسابقات کشتی آزاد آسیایی بزرگسالان ۲۰۲۳ را دارد.

## فعالیت حرفه‌ای ورزشی

### قهرمانی آسیا ۲۰۲۳
در وزن ۷۹ کیلوگرم امیرحسین کاووسی پس از استراحت در دور اول، در دور دوم با نتیجه ۱۲ بر ۲ خیدیر سیف‌الدین‌اف از بحرین را مغلوب کرد و به مرحله نیمه نهایی راه یافت. وی در این مرحله با نتیجه ۸ بر ۵ و ضربه فنی مغلوب بولات ساکایف از قزاقستان شد و به دیدر رده‌بندی رفت. کاووسی در این دیدار با نتیجه ۶ بر صفر یاجورو یاماساکی از ژاپن را از پیش رو برداشت و به مدال برنز دست یافت.